# ایمن دحمان
ایمن دحمان (عربی: أيمن دحمان؛ زادهٔ ۲۸ ژانویهٔ ۱۹۹۷) بازیکن فوتبال اهل تونس است.
از باشگاه‌هایی که در آن بازی کرده‌است می‌توان به باشگاه فوتبال صفاقسی اشاره کرد.
وی همچنین در تیم‌های ملی فوتبال زیر ۲۳ سال تونس و تونس بازی کرده‌است.